# Kryptolebias marmoratus
Kryptolebias marmoratus är en art av fiskar som först beskrevs av Poey, 1880. Arten är en äggläggande tandkarp i familjen Rivulidae. Internationella naturvårdsunionen (IUCN) kategoriserar den globalt som livskraftig. Den förekommer i Nord- och Sydamerika, i såväl sötvatten som i bräckt vatten. Inga underarter finns listade i Catalogue of Life.

## Reproduktion
Kryptolebias marmoratus är den enda hermafroditiska art av ryggradsdjur man känner till som dessutom kan vara självbefruktande. Hos dessa produceras ägg och spermier genom meios och äggen befruktas när de kommer i kontakt med spermier inuti fiskens kropp. Detta ska jämföras med flertalet andra romläggande fiskar, där rommen genomgår yttre befruktning i samband med fiskarnas lek. De allra flesta individerna av denna art är hermafroditer, men det förekommer även hannar. Detta ökar populationernas genetiska mångfald och minskar risken för negativa effekter av inavel, till exempel i samband med att antalet parasiter som lever av fiskarna ökar.